# Governatorato di Penza
Il governatorato di Penza (in russo Пензенская губерния?) era una gubernija dell'Impero russo. Istituita nel 1780, il capoluogo era Penza.